# 31323 Лиса гора
31323 Лиса гора (31323 Lysa hora) — астероїд головного поясу, відкритий 27 квітня 1998 року.
Тіссеранів параметр щодо Юпітера — 3,284.
Назва взята у найвищої точки Моравсько-Сілезьких Бескидів — гори Лиса Гора.